# Conspiracy No. 5
Conspiracy No. 5 es el segundo álbum de estudio de la banda de rock cristiano, Third Day. Fue lanzado al mercado el 26 de agosto de 1997 bajo el sello discográfico Reunion Records.

## Lista de canciones
Todas las letras escritas por Mac Powell, toda la música compuesta por Third Day. 
| N.º   | Título                        | Duración |  |
| 1.    | «Peace»                       | 3:29     |  |
| 2.    | «You Make Me Mad»             | 4:01     |  |
| 3.    | «How's Your Head»             | 3:46     |  |
| 4.    | «Alien»                       | 4:33     |  |
| 5.    | «I Deserve?»                  | 5:20     |  |
| 6.    | «Have Mercy»                  | 2:56     |  |
| 7.    | «My Hope Is You»              | 4:20     |  |
| 8.    | «More To This»                | 4:13     |  |
| 9.    | «This Song Was Meant For You» | 4:21     |  |
| 10.   | «Who I Am»                    | 3:55     |  |
| 11.   | «Give Me A Reason»            | 3:38     |  |
| 12.   | «Gomer's Theme»               | 5:02     |  |
| 13.   | «Your Love Endures»           | 7:34     |  |
| 57:18 |                               |          |  |

## Premios
- El álbum fue nominado a un Grammy en 1998 en la categoría de mejor álbum gospel rock.
- Además, ganó un Premio Dove por álbum rock del año.[1]
- "Alien" - Premio Dove por canción rock del año.

## Créditos
- Third Day - Artista principal
  - Mac Powell - Guitarra acústica, voz principal
  - Mark Lee - Guitarra rítmica, Lap Steel Guitar, voz, mandolina
  - Brad Avery - Guitarra principal, voz
  - Tai Anderson - Bajo, voz
  - David Carr - Batería, loop, Voz
- Sam Taylor - Órgano, teclados, piano eléctrico, guitarra acústica de 12 cuerdas, mezcla, producción, guitarra acústica
- Jack Joseph Puig - Mezcla
- Dave Collins - Masterización
- Steve Ames - Ingeniero de audio
- John Briglevich - Ingeniero asistente
- James Majors - Ingeniero asistente
- Ray Dillard - Percusión
- Riki Michele - Voz
- Diana Lussenden - Directora artística, diseño
- James Bland - Fotografía
- Max Dyer - Violonchelo